# استان کوندورکانکی
استان کوندورکانکی (به اسپانیایی: Provincia de Condorcanqui) یک استان در پرو است که در منطقه آمازوناس واقع شده‌است. استان کوندورکانکی ۱۷٬۸۶۵٫۳۹ کیلومتر مربع مساحت و ۴۶٬۹۲۵ نفر جمعیت دارد.